# Sekundarne promene ćelijskog zida
Sekundarne promene ćelijskog zida predstavljaju nova fizička i hemijska svojstva ćelijskog zida u procesu diferenciranja ćelije. Prvobitno pretežno celulozni zid, koji je u nabubrelom stanju savitljiv i više manje elastično rastegljiv, gubi u izvesnoj meri ta svojstva, ako se u njemu inkrustiraju ili se nalaze u vidu lamela različite hemijske supstance. Na ovaj način zidovi postaju čvrsti, otporniji prema pritisku, manje elastični, a u izvesnim slučajevima i znatno manje propustljivi za vodu i gasove.
Ćelijski zid mnogih biljnih tkiva posle stadijuma izduživanja ćelija, podleže velikim promenama. Promene ćelijskog zida zavise od vrste ćelije i vrste tkiva. Najznačajnije sekundarne promene ćelijskog zida su:
- odrvenjavanje,
- oplutnjavanje,
- kutinizacija,
- osluznjavanje,
- i mineralizacija ćelijskog zida.[1]

## Odrvenjavanje (lignifikacija)
Odrvenjavanje predstavlja pojavu prožimanja-inkrustracije ćelijskog zida materijom koja se zove lignin. Količina lignina u ćelijskom zidu može iznositi i do 25% od ukupne njegove supstance. Prisustvo lignina konstatuje se najčešće alkoholnim rastvorom floroglucina i sone kiseline. 
Pod uticajem ovog reagensa, lignin se boji crveno, a u rastvoru hlor-cink-joda žuto. Kombinovanjem celuloze i lignina u ćelijskom zidu, ostvarena je, sa jedne strane, njegova otpornost prema istezanju (zahvaljujuci celulozi), a sa druge, prisustvo lignina, povećava se otpornost ćelijskog zida prema pritisku. 
Proces odrvenjavanja obično počinje u srednjoj lameli, pa zatim obuhvata primaran, a naročito sekundaran zid. Srednja lamela se može shvatiti kao spojnica koja vezuje susedne ćelije i ona je izgrađena od pektina. Važan filogenetski značaj ima činjenica da je lignin prvi put nastao u prirodi pri prelazu biljaka iz vodenog na suvozemni način života, kada se povećava potreba sa potpornim sistemima biljnog organizma. Otud se lignin javlja u biljkama koje žive na kopnu, papratnica i cvetnica. Procesu odrvenjavanja po pravilu podležu ćelijski zidovi mehaničkih elemenata i elemenata za sprovođenje vode. Istraživanja su dalje pokazala da je lignin prvenstveno nagomilan u primarnom zidu, dok je odrvenjavanje sekundarnog zida izraženo slabije. Pretpostvalja se da je uzrok ovakom rasporedu lignina taj što primarni zid sadrži manje celuloze, pa je za postizanje njegove čvrstine potrebna relativno veća količina lignina nego u sekundarnom zidu koji sadrži visok procenat paralelno raspoređenih celuloznih mikrofibrila.

## Oplutavanje (suberifikacija)
Oplutavanje predstavlja hemijsku promenu ćelijskog zida vezanu za pojavu materije suberina koja se nalazi u njemu. Ovaj proces počinje tek pošto su ćelije dostigle svoje definitivne razmene. U osnovi, oplutnjavanje se sastoji u izlučivanju suberina koji se u vidu finih lamela taloži sa unutrašnje strane primarng zida. U vezi sa tim, suberinski sloj nastaje kao sekundarni zid. On je odvojen od sadržaja ćelije tzv. tercijernim zidom koji sadrži celulozne mikrofibrile. Suberinski sloj ne sadrži materije koje bi imale ulogu selektivnih struktura. Zbog toga, nasuprot ligninu, suberin nije inkrustirajuća, već adkrustirajuća materije. Oplutali zidovi su u znatnoj meri nepropustljivi za vodu, rastvorene supstance i gasove, te su ćelije sa oplutalim zidovima u definitivnom stanju mrtve i najčešće ispunjene vazduhom. Značaj oplutnjavanja sastoji se u efektnoj zaštiti biljaka od gubljenja vode, sušenja, velikog kolebanja temperature, hlađenja za vreme zime ili zagrevanja tokom leta. Oplutnjavanju podležu ćelijski zidovi plutinih ćelija, ćelija egzoderma i endoderma, kao i zidovi nekih sekretornih ćelija. 

## Kutinizacija
Kutinizacija predstavlja hemijsku promenu ćelijskog zida izazvanu pojavom kutina u njemu. Kutinizaciji podležu spoljni delovi zidova epidermskih ćelija, koji su u direktom kontaktu sa spoljnom sredinom. U kutinizovanim zidovima iznad celuloznog dela ćelijskog zida leži kutikularni sloj koji se satoji od smese polisaharida (hemiceluloze) i kutina. U kutikularni sloj uključen je i vosak. On je u njemu raspoređen ravnopravno, tj. maksimalna koncetracija voska je vezana za srednji deo kutikularnog sloja. Kutin nastaje od prokutina, koji se u vidu kapi premešta kroz ćelijski zid i ulazi u sastav kutikularnog sloja. U ćelijskom zidu odrasle ćelije, kapljice prokutina iščezavanju, a iznad kutikularnog sloja pojavljuje se sloj od čistog kutina, koji se zove kutikula. Kutikula se obrazuje iz polužitkih produkta koje luči protoplast i koji u vidu kapljica migriraju kroz ćelijski zid, izlazeći na njegovu površinu. Kutikula štiti nežne biljne delove od isparavanja, prodiranja mikroorganizama i spoljnih uticaja. Materije koje će obrazovati kutikulu u dodiru sa vazduhom postepeno oksidišu, polimerizuju i očvršćavaju, obrazuju čvrstu lamelu. Pod elektronskim mikroskopom kutikula izgleda potpuno bestrukturna. Kutikularni sloj, kao i kutikula imaju zaštitno dejstvo, tj. štite biljku od gubitka vode transpiracijom.

## Osluzavanje (gelifikacija)
Predstavlja promenu pri kojoj se pojedini delovi ćelijskog zida preobraćaju u sluz. To je slučaj, na primer, sa semenima vodenih biljaka, lana i dr. Pri tome, ili čitav sekundarni zid epidermskih ćelija, ili samno neki njegovi delovi postaju sluzavi. Pri vlaženju, sluz jako bubri, dospeva na površinu semena i pokriva ga slojevima sluzi, ponekad i do 0,5 mm debljine. Patološka pojava slična osluzavanju je gumozis, koji nastaje pod uticajem mikroorganizama, kada se ne samo ćelijski zidovi, već i čitave ćelije pretvaraju u gumastu sluz (višnja, kajsija, šljiva).

## Mineralizacija
Mineralizacija predstavlja hemijsku promenu ćelijskog zida izazvanu inkrustriranjem mineralnih materija u njemu. U nekim slučajevima, mineralne materije se odlažu u znatnim količinama u ćelijskom zidu ili na njegovoj površini, a ponekad i u posebnim izraštajima zida. Mineralne materije se mogu javiti kao amorfne, ili u kristalnom obliku. Najrasprostranjenije mineralne materije koje dovode do mineralizacije ćelijskog zida su SiO2 i CaCO3.
Silicijum-dioksidom inkrustiraju se ćelijski zidovi epidermisa stabla i listova rastavića, nekih trava, oštrica, kao i zidova epidermskih ćelija listova mnogih drvenastih biljaka (Celtis, Magnolija) i zeljastih biljaka (npr. Asperula). U nižih biljak, pre svega silikatnih algi, ćelijski zid je u velikoj meri prožet SiO2 tako da on podseća na pancir. Ova mineralna materija u ćelijskom zidu silikatnih algi, po svoj prilici, ima ulogu skeletne materije, jer u njima nije zapaženo prisustvo mikrofibrila celuloze. Kalcijum se sreće u ćelijskim zidovima najčešće u vidu CaCO3. On se u mnogih biljaka odlaže na površinu epidermisa, taložeći se oko vodenih stoma. Mineralizacija kalcijum-karbonata je karakteristična za neke vrste algi, dok se u viših biljaka ređe sreće. Tako da kalcijum-karbonat zajedno sa silicijum-dioksidom sreće u ćelijskim zidovima tzv. žarnih dlaka u koprive i u izraštajima ćelijskih zidova koji su označeni kao cistoliti. Mineralizovani ćelijski zidovi su veoma čvrsti.

## Literatura
- Botanika, Kojić M., Pekić Sofija, Dajić Zora, izdavač Draganić, Beograd, 9. izdanje, novembar 2014.

## Spoljašnje veze
- Biljna ćelija Архивирано на веб-сајту  (12. октобар 2016)
- Ćelijski zid Архивирано на веб-сајту  (20. септембар 2016)